# تيتانيك (فلم 1943)
تيتانيك (بالإنجليزية: Titanic)؛ هو فيلم تم إنتاجه خلال الحرب العالمية الثانية في برلين عام 1943 من قبل توبيس للإنتاج في ألمانيا، الفيلم عن غرق آر إم إس تيتانيك الكارثي في عام 1912 ، تم تكليف الفيلم من قبل وزير الدعاية النازي جوزيف جوبلز بقصد عدم عرض تفوق صناعة الأفلام الألمانية فحسب ولكن أيضا كوسيلة للدعاية التي ستظهر أن بريطانيا والرأسمالية الأمريكية كانت مسؤولة عن الكارثة.
تم القبض على المخرج الأصلي للفيلم هربرت سيلبن، أثناء الإنتاج بعد أن تحدث ضد النظام النازي تم العثور عليه فيما بعد في السجن وتم الانتهاء من الفيلم من قبل فيرنر كلينجلر، الذي لم يكن له الفضل في إنتاجه.
على الرغم من أن الفيلم كان مسرحيًا قصيرًا في أجزاء من أوروبا التي احتلتها ألمانيا بداية من نوفمبر عام 1943، إلا أنه لم يظهر داخل ألمانيا بأمر من جوبلز، الذي كان يخشى أن يؤدي ذلك إلى إضعاف معنويات المواطنين الألمان بدلاً من تحسينها.
كان الفيلم الأول حول هذا الموضوع الذي كان يحمل عنوان تيتانيك ، وأول من جمع بين الشخصيات الخيالية المختلفة والوحدات الفرعية مع الأحداث الحقيقية للغرق أصبحت كلتا الاتفاقيتين عنصرًا أساسيًا في أفلام تيتانيك. نسخة محفوظة 16 نوفمبر 2018 على موقع واي باك مشين.

## أول عرض في السينما
كان العرض الأول في أوائل عام 1943 ، ولكن المسرح الذي كان يضم الفيلم تم قصفه من قبل طائرات سلاح الجو الملكي في الليلة السابقة لعرضه. عرض الفيلم في باريس في نوفمبر عام 1943 ، حيث حظي بعرض محترم حيث كان استقباله جيدًا من قبل الجمهور، كما أعجب العديد بشكل جيد في بعض العواصم الأخرى في أوروبا المحتلة من قبل النازيين مثل براغ. لكن جوبلز حظر عرضه في ألمانيا تماما، مشيرا إلى أن الشعب الألماني الذي كان في هذه المرحلة يمر بغارات الحلفاء ليلاً لم يكن متحمسا لرؤية فيلم يصور الموت الجماعي والهلع.

## بعد الحرب
بعد فترة وجيزة من الحرب، تم عرض فيلم تيتانيك ، الذي تم تسميته بالروسية ومعه الأرصدة الافتتاحية لإخفاء منشأه، أعيد إصدار الفيلم في وقت لاحق في عام 1949 ، ولكن سرعان ما تم حظره في معظم المناطق المحتلة من الحلفاء إلى أن تم إقرار أن النسخة خاضعة للرقابة، وحذف المشهد الأخير في الفيلم، ولحظات أخرى من الدعاية المضادة المعادية لبريطانيا، في ألمانيا الغربية، بعد عام 1950 عاد تيتانيك وأحيانا يظهر على التلفزيون الأوروبي.

## روابط خارجية
- مقالات تستعمل روابط فنية بلا صلة مع ويكي بيانات